# Mordellistena steppensis
Mordellistena steppensis es una especie de coleóptero de la familia Mordellidae.

## Distribución geográfica
Habita en Mongolia.